# Metz-Tessy
Pour les articles homonymes, voir Metz (homonymie) et Tessy.
Metz-Tessy (/mɛtɛsi/) est une ancienne commune française située dans le département de la Haute-Savoie en région Auvergne-Rhône-Alpes.
Depuis le 1er janvier 2016, elle fait partie de la commune d'Epagny Metz-Tessy.

## Géographie

### Situation
Metz-Tessy est située au nord des Alpes françaises, à une quarantaine de kilomètres de la Suisse et de Genève. Son altitude culmine au nord dans le Bois des Machurettes à 715 m et descend au sud, à 451 m, sur les rives du Fier. Son territoire de 529 hectares est inclus dans une sphère de développement urbain et économique dont l'épicentre est Annecy, situé à 6 kilomètres. Elle est traversée par l'autoroute A.41, dont l'échangeur Annecy-Nord est entièrement situé sur la commune. Cette dernière s'est formé du rapprochement des deux hameaux de Metz et de Tessy, distants de 800 mètres environ.

### Géologie
Sur le plan géologique, la commune occupe un site de terrasse alluviale, au-dessus de la plaine du Fier et du ruisseau du Viéran. Les molasses qui affleurent dans la zone du Crêt forment un mur imperméable.
Du point de vue paysager, la commune se présente comme un vaste amphithéâtre entouré d'une ceinture verte, largement ouvert au sud sur un paysage de montagnes, où les éléments naturels sont fortement visibles.

## Toponymie
Metz est mentionné sous la forme latinisée Metis ou encore Maez au XIVe siècle, ainsi que la forme Méez.
Metz-Tessy est un toponyme composé de l'ancien nom des villages de Metz et en 1935 de celui de Tessy,. Le toponyme Metz semble trouver son origine dans le mot de l'ancien français meix, synonyme de oche désignant un jardin à proximité d'un village ou une dérivation de mansus, exploitation agricole, ou mansio (même étymologie que mas et maison). Pour Charles Marteau, le toponyme Tessy représente l'ancien nom de domaine gallo-romain *Tessiacum, composé du gentilice Tessius et du suffixe -acum, d'origine gauloise. Le lieu est mentionné en 1392.
En francoprovençal, le nom de la commune s'écrit Mèznyi , selon la graphie de Conflans.

## Histoire
La paroisse, dédiée à saint Didier est citée pour la première fois en 1316.
En 1407, Benoît XIII unit la paroisse au prieuré du Saint Sépulcre d'Annecy, union confirmée par Félix V et Léon X, pape légitime, en 1519. Le village compte alors une trentaine de feux.
En 1686, Nicolas Baytaz de la Tour achète la maison forte et la métairie de Tessy à Laurent de Montfalcon, et en 1699, après l'invasion de la Savoie par les troupes de Louis XIV (1690-1697), le même achète la seigneurie de Metz, d'une superficie de 523 ha, au duc de Savoie Victor-Amédée II.
En 1731, François-Nicolas de Ville, petit-fils de Nicolas Baytaz, hérite des biens de ses parents. À sa mort, ses biens reviennent à son cousin François-Louis, comte de La Croix.
En 1792, la Convention annexe la Savoie au détriment du royaume de Sardaigne. La commune de Metz intègre le département du Mont-Blanc nouvellement créé. En 1803, la paroisse est rattachée à Épagny pour la portion située à droite du Viéran et à Pringy, pour la rive gauche. En 1806, le village compte alors 283 habitants. En 1815, à la suite du congrès de Vienne, et la défaite de Napoléon Ier, elle redevient possession de la maison de Savoie.
En 1860, un plébiscite, entérinant le traité de Turin, annexe la Savoie à la France ; la commune de Metz redevient française. À partir de cette date, la population ne cesse de décroître.
au XIXe siècle, Charles Marteau découvre des tuiles à rebords au niveau de Tessy, qui serait le lieu d'implantation d'un ancien domaine antique de Tessiacum.
À la veille de la Première Guerre mondiale, on ne compte plus que 408 habitants. Cette dernière emporte 22 jeunes dans les tranchées. L'agriculture connaît des difficultés. Le 10 janvier 1935 Metz devient Metz-Tessy par décret présidentiel à la suite des problèmes de distribution postale liés à la confusion avec la ville de Metz en Moselle, depuis le rattachement de l'Alsace-Lorraine à la France en 1919.
Après la Seconde Guerre mondiale, on réalise un aérodrome (aérodrome de Meythet), avec pistes en herbe dont une partie non négligeable est situé sur la commune de Metz-Tessy. La population augmente lentement pour atteindre le cap de 524, en 1962. L'évolution la plus spectaculaire se produisant entre 1975 (674 habitants) et 1990, où Metz-Tessy double sa population.
En 2015, les conseils municipaux d'Épagny et de Metz-Tessy décident d'une fusion entre les deux communes. La création de la commune nouvelle d'Epagny Metz-Tessy intervient le 1er janvier 2016.

## Politique et administration

### Les maires de Metz-Tessy
| Période                                  | Période | Identité                    | Étiquette | Qualité |
| ---------------------------------------- | ------- | --------------------------- | --------- | ------- |
| 1900                                     | 1908    | Auguste Dunand              | ...       | ...     |
| 1908                                     | 1911    | Pétrus Dunand               | ...       | ...     |
| 1911                                     | 1945    | Georges d'Asnières de Sales | ...       | ...     |
| 1945                                     | 1947    | Alexis Lavorel              | ...       | ...     |
| 1945                                     | 1947    | Alexis Lavorel              | ...       | ...     |
| 1947                                     | 1953    | Francis Guillermin          | ...       | ...     |
| 1953                                     | 1961    | Johanny Robert              | ...       | ...     |
| 1961                                     | 1967    | André Broissant             | ...       | ...     |
| 1967                                     | 1983    | Louis Fontaine              | ...       | ...     |
| 1983                                     | 1999    | Joseph Falconnat            | DVD       | ...     |
| 1999                                     | 2008    | Gérard Viale                | ...       | ...     |
| 2008                                     | 2015    | Ségolène Guichard           | ...       | ...     |
| Les données manquantes sont à compléter. |         |                             |           |         |

## Population et société

### Démographie
Si l'on surnomme les Messins, « les Ventres noirs », on affuble les Tesserands du surnom de « Fous », néanmoins ses habitants sont appelés les Metz-Tesserans.
L'évolution du nombre d'habitants est connue à travers les recensements de la population effectués dans la commune depuis 1793. À partir du 1er janvier 2009, les populations légales des communes sont publiées annuellement dans le cadre d'un recensement qui repose désormais sur une collecte d'information annuelle, concernant successivement tous les territoires communaux au cours d'une période de cinq ans. 
Pour les communes de moins de 10 000 habitants, une enquête de recensement portant sur toute la population est réalisée tous les cinq ans, les populations légales des années intermédiaires étant quant à elles estimées par interpolation ou extrapolation. Pour la commune, le premier recensement exhaustif entrant dans le cadre du nouveau dispositif a été réalisé en 2007,.
En 2013, la commune comptait 3 051 habitants, en évolution de +19,6 % par rapport à 2008 (Haute-Savoie : +7,9 %, France hors Mayotte : +2,49 %).
| 1793 | 1800 | 1806 | 1822 | 1838 | 1848 | 1858 | 1861 | 1866 |
| ---- | ---- | ---- | ---- | ---- | ---- | ---- | ---- | ---- |
| 244  | 252  | 283  | 301  | 393  | 442  | 493  | 515  | 511  |

| 1872 | 1876 | 1881 | 1886 | 1891 | 1896 | 1901 | 1906 | 1911 |
| ---- | ---- | ---- | ---- | ---- | ---- | ---- | ---- | ---- |
| 491  | 471  | 447  | 432  | 384  | 398  | 420  | 432  | 408  |

| 1921 | 1926 | 1931 | 1936 | 1946 | 1954 | 1962 | 1968 | 1975 |
| ---- | ---- | ---- | ---- | ---- | ---- | ---- | ---- | ---- |
| 420  | 450  | 441  | 421  | 432  | 435  | 524  | 566  | 674  |

| 1982 | 1990  | 1999  | 2007  | 2011  | 2013  | - | - | - |
| ---- | ----- | ----- | ----- | ----- | ----- | - | - | - |
| 980  | 1 411 | 2 009 | 2 490 | 2 834 | 3 051 | - | - | - |

## Économie
La ville est le siège de la société PSB Industries, anciennement « Pierre synthétique Baikowski », qui est spécialisée dans l'emballage et la chimie de spécialités. De nombreux artisans et commerçants sont implantés près de la RD 1508, apportant une activité non négligeable à la commune, qui veut être autre chose qu'une zone dortoir.

## Culture locale et patrimoine

### Lieux et monuments

#### Les châteaux de Metz
Au lieu-dit Grand-Metz on trouve un château dominant le Viéran.
Le château du Petit-Metz est possédé par la famille Emyon de la période médiévale jusqu'au XVIe siècle, puis passe à la famille Rebut, par l'intermédiaire d'Antoine rebut, trésorier du Genevois. Il passe à la fin du XVIIe siècle à la famille Tochon, où nait en 1772 Joseph-François Tochon. En 1830 il est acquis par la famille de Sales, dont les Anières de Sales sont les propriétaires actuels.

#### La chapelle
C'est en 1876 que les sœurs franciscaines firent entreprendre la construction de la chapelle de l'Institution Saint-Joseph. Lors de l'incendie du village, le 21 mai 1880, la charpente du clocher prit feu et fut sérieusement endommagée, ce qui retarda l'achèvement des travaux qui n'eut lieu qu'en 1893.
En 1910, le diocèse acheta les locaux de l'institution et le Grand Séminaire y fut installé de 1912 à 1923.
En 1928, les Frères de la Sainte-Famille créèrent l'Institut Saint-Joseph, qui de 1951 à 1959 fut uniquement consacré à l'enseignement agricole. En 1959, des classes secondaires y furent ajoutées.
1962 vit le rachat au diocèse par les Frères de la Sainte-Famille des locaux de l'Institution où ils purent créer leur juvénat (maison d'études où les futurs novices perfectionnent leur formation littéraire ou religieuse). L'année suivante, l'Institution sera entièrement occupée par ce juvénat et l'École Agricole sera transférée à Chavanod.
En 1977, la commune racheta l'Institution en même temps que les 8 000 m2 de terrain sur lesquels se trouve l'actuelle mairie ; celle-ci est d'ailleurs installée dans l'ancien juvénat.
Elle a été rénovée en 2002 et la crypte située au rez-de-chaussée a été transformée en bibliothèque.

### Espaces verts et fleurissement
En 2014, la commune obtient le niveau « une fleur » au concours des villes et villages fleuris.

### Personnalités liées à la commune
Jean viviant dit le V, né dans le lavoir publique et citoyen d'honneur de la commune depuis 2006.

### Héraldique
| Armes de Metz-Tessy | Les armes de Metz-Tessy se blasonnent ainsi : Coupé:au premier d'azur à la double croix d'argent cantonnée au chef à dextre d'une étoile d'or;au second d'or à l'aigle de sable à la bordure d'azur. |